# Черцешть
Черцешть, Черцешті (рум. Cerțești) — село у повіті Галац в Румунії. Входить до складу комуни Черцешть.
Село розташоване на відстані 212 км на північний схід від Бухареста, 72 км на північний захід від Галаца, 126 км на південь від Ясс.

## Населення
За даними перепису населення 2002 року у селі проживали 879 осіб, з них 878 осіб (99,9%) румунів. Рідною мовою 878 осіб (99,9%) назвали румунську.